# دشت الله (نصروان)
دشت الله (بالفارسية: دشت‌الله) هي قرية تقع في إيران في البلدة المركزية. يقدر عدد سكانها بـ 41 نسمة بحسب إحصاء 2016.